# Vitorino
Vitorino is een gemeente in de Braziliaanse deelstaat Paraná. De gemeente telt 6.531 inwoners (schatting 2009).

## Verkeer en vervoer
De plaats ligt aan de wegen BR-280 en BR-158/BR-480.